# Jean-Jacques Bricaire
Jean-Jacques Bricaire (París, 1921), és un autor teatral francès de peces de l'anomenat teatre de bulevard. També ha treballat extensament en l'administració de teatres de França.

## Autor dramàtic
La majoria d'obres han estat escrites amb Maurice Lasaygues.
- 1968. Le Grand Zèbre, ou Rappelez-moi votre nom
- 1972. Folie douce
- 1973. Rappelez-moi votre nom
- 1973. L'Honneur des Cipolino
- 1975. Les Deux Vierges
- 1979. Comédie pour un meurtre
- 1981. Et ta sœur?
- 1984. La Berlue
- 1987. La Menteuse
- 1991. La Comédienne
- 1993. Cher Trésor (sense Maurice Lasaygues)

## Administrador de teatres
- 1945-47. Administrador-adjunt del Théâtre Hébertot
- 1948-69. Administrador i secretari general del Théâtre de Paris
- 1965-80. Administrador i secretari general del Théâtre Marigny